# Saho
I Saho, talvolta chiamate Soho, sono un gruppo etnico che vive prevalentemente a sud e a nord del mar Rosso, che sono regioni dell'Eritrea, ma alcuni vivono in parti adiacenti dell'Etiopia. Sono in maggioranza musulmani. Pochi i cristiani, che sono conosciuti come Irob, e che vivono lungo il confine sud dell'Eritrea e alcuni in Etiopia.

È difficile stimare il numero esatto di Saho, poiché non c'è un censimento in Eritrea dai tempi della sua nascita.

Si stima sia tra il 4% e il 10% della popolazione eritrea, tra le 120.000 e le 320.000. Parlano la lingua saho.

Hanno un'organizzazione a clan, 11 attualmente, che sono divisi in gruppi di parentela.
Nella politica Saho la fedeltà è fattore importante.

## Tribù Saho
- Idda
- Asaworta
- Irob